# Ben Bero Beh
Ben Bero Beh es un juego de arcade de plataformas lanzado por Taito en 1984. El jugador guiará a Dami-chan, un superhéroe, por un complejo de apartamentos en llamas. Armado con un extintor de incendios, Dami-chan deberá pasar por los niveles esquivando las explosiones de gas, los suelos que se derrumban, las luces dañadas y varios enemigos que saldrán de las puertas. El objetivo es apagar los incendios y rescatar a la novia de Dami-chan, Nao-chan.
Varios personajes y elementos de jugabilidad del juego aparecerían en juegos posteriores de Taito, particularmente Bubble Bobble. El juego volvería a aparecer en Taito Memories II Jōkan, y el juego fue porteado a Nintendo Switch y PlayStation 4 como parte de Arcade Archives.

## Jugabilidad
Ben Bero Beh es un juego de arcade de plataformas. El jugador controlará a un superhéroe, Dami-chan, por una serie de complejos de apartamentos que están incendiándose para salvar a su novia, Nao-chan. Para atravesar el edificio en llamas, Dami-chan está armado con un extintor de incendios que podrá apagar dichos fuegos, al igual que manipular obstáculos del nivel para poder superarlos. Dami-chan también puede saltar para evitar el daño por caer de los pisos colapsados, los enemigos que salen de las puertas de los apartamentos de vez en cuando, y varios obstáculos más. Mientras más rápido termine el nivel el jugador, más puntos extra obtendrá después de completar dicho nivel.
También aparecerán cameos de personajes de otros juegos de Taito para intentar parar el progreso de Dami-chan, como los espías enemigos de Elevator Action y Chack'n de Chack'n Pop.[1]

## Lanzamiento
Ben Bero Beh fue lanzado por Taito en Japón en noviembre de 1984.

### Conversiones
El juego nunca recibió ports hogareños hasta el lanzamiento de Taito Memories II Jōkan, el cual presentó al juego por medio de la emulación. El 1 de octubre de 2020, Hamster Corporation lanzó un port del juego para Nintendo Switch y PlayStation 4 como parte de su iniciativa de Arcade Archives. Este port dispone de varias opciones gráficas, nuevos modos de jugabilidad y una tabla de clasificación en línea.

## Recepción y legado
Ben Bero Beh fue exitoso en los arcades japoneses. Game Machine listó a Ben Bero Beh en su número del 15 de noviembre de 1984 como la cuarta unidad de arcade más exitosa del mes.